# Philoscia pigmentatusmina
Philoscia pigmentatusmina is een pissebed uit de familie Philosciidae. De wetenschappelijke naam van de soort is voor het eerst geldig gepubliceerd in door Gustav Budde-Lund.